# Jorge Giménez Bech
Jorge Giménez Bech (Irun, Guipúscoa, 15 de gener de 1956 - ibidem, 20 de desembre de 2023) va ser un escriptor, traductor i editor basc. Va ser un dels fundadors de l'editorial Alberdania, president de l'Associació d'Editors Bascos i autor de nombroses traduccions, especialment des del basc al castellà.

## Origen i família
Jorge Giménez va néixer a Irun, el 15 de gener de 1956. El seu pare, José Giménez Mayoral (1915-1982), era guàrdia civil, nascut a Catalunya. Va treballar en l'oficina del segur internacional de vehicles o «carta verda», a Irun. Va ser assassinat per ETA en 1982, en un atemptat perpetrat a Behobia. La seva mare va ser Celia Bech Vilaseca, natural de Catalunya. A més de Jorge, eren altres dos germans més, Joan Manuel i Rosa Mari.
Es va casar amb Mertxe Etxebeste i van tenir un fill, Oier.

## Biografia
Va ser responsable del servei de basc de l'Ajuntament d'Irun durant gairebé deu anys, des de 1984 fins a 1993. Dins de les seves responsabilitats, va treballar com a periodista en la revista trimestral Plazara, durant set anys, des de maig de 1985 fins a la publicació del seu últim número en 1992.
Després de diverses col·laboracions en mitjans de comunicació (Euskadi Irratia, El Diario Vasco) i com a redactor del Diccionari Enciclopèdic Lur, va ser presentador del programa «Zeuk erabaki», emès per Euskal Telebista entre setembre i desembre de 1993, i dialoguista de la sèrie «Goenkale» (1994-1995).
En 1993, va fundar l'editorial Alberdania, al costat de l'escriptor i editor Inazio Mujika Iraola.
En 1997, va ser designat president de l'Associació d'Editors Bascos, càrrec en el qual va exercir durant catorze anys, fins a 2013.
Entre 2013 i 2017, va ser director de recerca i coordinació de la Viceconselleria de Política Lingüística del Govern Basc, amb Patxi Baztarrika com viceconseller i Cristina Uriarte com a consellera.
Durant aquesta mateixa època (2013-2017), va ser secretari del Consell Assessor de l'Èuscar, període en el qual es va redactar l'informe Eta hemendik aurrera, zer? ―I a partir d'ara, què?, reflexió sobre les estratègies per al desenvolupament de la llengua basca―, es va posar en marxa el Sistema d'Indicadors del Basc (EAS), i es va fer la VI. Enquesta Sociolingüística.
Jorge Giménez va morir a Irun, a causa d'una malaltia, el 20 de desembre de 2023, quan comptava 67 anys.

## Editor
L'editorial Alberdania va ser creada amb l'objectiu de fomentar la creació literària i oferir literatura de qualitat per a totes les edats. Després d'uns primers anys d'expansió, la crisi econòmica de 2013 va obligar l'editorial a fer un recés fins a 2016, encara que sense desaparèixer per complet del mercat editorial. A partir de llavors, en 2017, Jorge Giménez va assumir les funcions d'editor i director de l'editorial. En 2018, l'editorial comptava amb 615 títols en el seu catàleg.

## Escriptor
Encara que és poc coneguda la seva faceta d'escriptor, Jorge Giménez va guanyar en 1995 el concurs de contes «Gabriel Aresti», que concedeix l'Ajuntament de Bilbao, amb l'obra «Trenaren zain» (Esperant al tren).

## Traductor
Entre les seves tasques professionals, Jorge Giménez va destacar sobretot en la traducció, especialment per traduccions literàries fetes del basc al castellà. Va traduir obres de Aingeru Epaltza, Hasier Etxeberria, Anjel Lertxundi, Inazio Mujika Iraola, Garazi Goia, Jokin Muñoz, Joxean Sagastizabal, Arantxa Iturbe i Yurre Ugarte, entre d'altres. A més de literatura, va traduir al castellà un assaig de Patxi Baztarrika.

De les seves traduccions destaquen, entre d'altres, Letargo (Bizia lo, Jokin Muñoz, 2005), Tiempo de cerezas (Gerezi denbora, Inazio Mujika Iraola, 2006), Ai, madre!(Ai, ama!, Arantxa Iturbe, 2006), Felicidad perfecta (Zorion perfektua, Anjel Lertxundi, 2006), Línea de fuga (Ihes betea, Anjel Lertxundi, 2007), Las últimas sombras (Otto Pette, Anjel Lertxundi, 2007) i Fuego de paja (Lasto sua, Aingeru Epaltza, 2008). En una entrevista realitzada en 1999 juntament amb l'escriptor Anjel Lertxundi, Jorge Giménez va explicar algunes dels fonaments i perspectives de la seva labor traductora Va assenyalar, entre altres coses:
| « | Per tant, jo relativitzaria aquestes categories d'escriptor/traductor. Dit amb tota humilitat, crec que el traductor és també, d'alguna manera, un autor que, sense ser-ho en propietat, deu al cap i a la fi crear amb la seva traducció una peça literària prèviament inexistent. D'igual forma, l'autor és traductor a la força, especialment quan és capaç d'escriure amb facilitat en dues llengües. | » |

## Un silenci de 39 anys
Jorge Giménez va ser, successivament, militant del partit Euskal Iraultzarako Alderdia (Partit de la Revolució Basca), Euskadiko Ezkerra. i d'Euskal Ezkerra. El 9 d'octubre de 1982, el pare de Jorge, José Giménez Mayoral, capità retirat de la guàrdia civil, va ser assassinat a tirs per ETA en Behobia, quan esperava a l'autobús per a tornar a casa.

Després d'haver guardat sempre silenci sobre l'assassinat del seu pare, el 31 d'octubre de 2021 va publicar en els mitjans de comunicació una carta oberta, sota el títol «El que mai es degué emparar». Entre altres coses, reconeixia haver arribat a sentir-se «assassí del meu pare» i demanava perdó a les víctimes d'ETA:
| « | (...) jo també haig de demanar perdó a totes les víctimes d'ETA. Perquè no he alçat la veu a favor seu amb l'energia que m'era exigible; perquè no he denunciat amb la necessària nitidesa i honestedat l'amoralitat del discurs construït pels qui exercien la violència i els qui mamaven de la mística d'aquests. | » |

Així mateix, reconeixia que la declaració feta per l'esquerra abertzale el 18 d'octubre de 2021 va ser el principal desencadenant de la seva carta. De fet, la carta estava dirigida als membres d'aquest sector polític, dels propòsits del qual feia la següent valoració:
| « | Perquè he vist amb claredat que no albergueu cap rastre de duel. Perquè heu recorregut a un raonament més propi de successos accidentals –«mai degué ocórrer»–, en lloc de reconèixer amb honestedat autocrítica la vostra veritable responsabilitat –«mai deguérem fer/canalitzar/facilitar/emparar una cosa semblant»–. | » |

En una entrevista posterior, va confessar que amb l'assassinat del seu pare es va veure «expulsat de la realitat».
El 17 de maig de 2022, va oferir una entrevista a Sant Sebastià, organitzada per Gogoan - Per una memòria digna, amb preguntes de l'activista i sindicalista Sabin Zubiri, sota el títol de «El que mai deguérem emparar. El final d'un silenci».

## Llista de traduccions
Aquestes són les traduccions publicades per Jorge Giménez:
| autor | any  | títol | llengues  | títol original                                                    | ISBN                |
| --- | ---- | --- | --------- | ----------------------------------------------------------------- | ------------------- |
| Lertxundi, Anjel | 2023 | Capitán Fracasa | eu–es     | Kapitain Frakasa                                                  | ISBN 978-8491096719 |
| Lertxundi, Anjel | 2022 | Sombras en el espejo | eu–es     | Itzuliz usu begiak                                                | ISBN 978-8498687118 |
| Lertxundi, Anjel | 2021 | Última función | eu–es     | Gilles de Rais                                                    | ISBN 978-8498686494 |
| Ugarte, Yurre | 2021 | Fascinable | eu–es     | Lilurabera                                                        | ISBN 978-8498686517 |
| Lertxundi, Anjel | 2018 | Este muro de hielo | eu–es     | Horma                                                             | ISBN 978-8491092827 |
| Castro, Francisco | 2018 | Sinbad deitzen zidan | gl–eu     | Chamádeme Simbad                                                  | ISBN 978-8498684216 |
| Muñoz, Jokin | 2014 | Letargo | eu–es     | Bizia lo                                                          | ISBN 978-8476818343 |
| Atxaga, Bernardo; Mujika Iraola, Inazio; Saizarbitoria, Ramon; Zaldua, Iban; Muñoz, Jokin; Rodriguez, Eider; Montoia, Xabier; Iturbe, Arantxa; Jaio, Karmele; Cano, Harkaitz; Apalategi, Ur; Aingeru, Epaltza; Gabilondo, Joseba                                | 2014 | Nuestras guerras: relatos sobre los conflictos vascos [Antología]                                                                 | eu–es     | sin datos                                                         | ISBN 978-8483812105 |
| Lertxundi, Anjel | 2013 | El huésped de la noche | eu–es     | Piztiaren izena                                                   | ISBN 978-8495589132 |
| Lertxundi, Anjel | 2012 | Non omnis moriar | eu–es\|en | Non omnis moriar                                                  | ISBN 978-8461593828 |
| Arroitajauregi, Jone | 2012 | Literatura infantil y juvenil vasca actual: Un catálogo = Contemporary Basque Literature for Children and Young People: A Catalog | eu–es\|en | Egungo euskal haur eta gazte literatura: katalogo bat             | ISBN 978-8461623129 |
| Lertxundi, Anjel | 2011 | Los trapos sucios | eu–es     | Etxeko hautsa                                                     | ISBN 978-8498682915 |
| Goia, Garazi | 2011 | Dos palabras | eu–es     | Bi hitz                                                           | ISBN 978-8498682748 |
| Lertxundi, Anjel | 2010 | Vida y otras dudas | eu–es     | Eskarmentuaren paperak                                            | ISBN 978-8498681925 |
| Baztarrika, Patxi | 2010 | Babel o barbarie | eu–es     | Babeli gorazarre                                                  | ISBN 978-8498680959 |
| Lertxundi, Anjel | 2009 | Vete al infierno, cariño | eu–es     | Zoaz infernura, laztana                                           | ISBN 978-8498680645 |
| Muñoz, Jokin | 2008 | El camino de la oca | eu–es     | Antzararen bidea                                                  | ISBN 978-8498680454 |
| Apaolaza, Uxue; Aristi, Pako; Borda, Itxaro; Cano, Harkaitz; Erro, Anjel; Jimenez, Edorta; Juaristi, Felipe; Landa, Mariasun; Lertxundi, Anjel; Rodriguez, Eider; Zaldua, Iban                                                                                  | 2008 | Leyendo: Once escritos literarios sobre la lectura [Antología]                                                                    | eu–es     | Irakurri: Hamaika idazki literario irakurtzeari buruz [Antologia] | ISBN 978-8493596439 |
| Atxaga, Bernardo; Cano, Harkaitz; Cillero, Javi; Garzia Garmendia, Juan; Iturbe, Arantxa; Lertxundi, Anjel; Linazasoro, Karlos; Lizarralde, Pello; Montoia, Xabier; Mujika Iraola, Inazio; Oñederra, Lourdes; Rozas, Itziar; Sarrionandia, Joseba; Zaldua, Iban | 2008 | Pintxos: nuevos cuentos vascos [Antología]                                                                                        | eu–es     | An anthology of Basque Short Stories                              | ISBN 978-8467231601 |
| Lertxundi, Anjel | 2007 | Línea de fuga | eu–es     | Ihes betea                                                        | ISBN 978-8496643901 |
| Muñoz, Jokin | 2007 | Sin vosotros | eu–es     | Joan zaretenean                                                   | ISBN 978-8496643956 |
| Epaltza, Aingeru | 2007 | Fuego de paja | eu–es     | Lasto sua                                                         | ISBN 978-8496643925 |
| Lertxundi, Anjel | 2006 | Felicidad perfecta | eu–es     | Zorion perfektua                                                  | ISBN 978-8496643109 |
| Iturbe, Arantxa | 2006 | ¡Ay, madre! | eu–es     | Ai, ama!                                                          | ISBN 978-8496643079 |
| Mujika Iraola, Inazio | 2006 | Tiempo de cerezas | eu–es     | Gerezi denbora                                                    | ISBN 978-8496310643 |
| Txiliku | 2006 | El tío Bin Floren | eu–es     | Osaba Bin Floren                                                  | ISBN 978-8467354881 |
| Iturbe, Arantxa | 2005 | Ya ni siquiera es tarde | eu–es     | Lehenago zen berandu                                              | ISBN 978-8496310513 |
| Muñoz, Jokin | 2005 | Letargo | eu–es     | Bizia lo                                                          | ISBN 978-8476818343 |
| Atxaga, Bernardo; Cano, Harkaitz; Cillero, Javi; Garzia Garmendia, Juan; Iturbe, Arantxa; Lertxundi, Anjel; Linazasoro, Karlos; Lizarralde, Pello; Montoia, Xabier; Mujika Iraola, Inazio; Oñederra, Lourdes; Rozas, Itziar; Sarrionandia, Joseba; Zaldua, Iban | 2005 | Pintxos: nuevos cuentos vascos [Antología]                                                                                        | eu–es     | An anthology of Basque Short Stories                              | ISBN 978-8496080560 |
| Etxeberria Canales, Hasier | 2002 | Cinco escritores vascos: entrevistas de Hasier...                                                                                 | eu–es     | Bost idazle                                                       | ISBN 978-8495589576 |
| Lertxundi, Anjel | 2001 | El huésped de la noche | eu–es     | Piztiaren izena                                                   | ISBN 978-8476817902 |
| Lertxundi, Anjel (2001) | 2001 | Los días de la cera | eu–es     | Argizariaren egunak                                               | ISBN 978-8420442518 |
| Lertxundi, Anjel | 2001 | Cuaderno de tierra firme | eu - es   | Lehorreko koadernoa                                               | ISBN 978-8420442204 |
| Mitxelena, Koldo | 2001 | Koldo Mitxelena entre nosotros | eu–es     | Koldo Mitxelena gure artean                                       | ISBN 978-8495589286 |
| Iturbe, Arantxa; Mitxelena, Jokin | 2001 | Yo lo hago sentado | eu–es     | Nik eserita egiten dut, eta zer?                                  | ISBN 978-8424660567 |
| Lertxundi, Anjel | 1998 | Un final para Nora | eu–es     | Azkenaz beste                                                     | ISBN 978-8420429946 |
| Lertxundi, Anjel | 1996 | Las últimas sombras | eu–es     | Otto Pette                                                        | ISBN 978-8496643345 |